# 大西斎
大西 斎（おおにし いつき（ひとし、さい）、1887年12月16日 - 1947年12月20日）は、日本のジャーナリスト。朝日新聞副主筆。

## 経歴
福岡市鳥飼の大西百之の子として、福岡県柳川に生まれる。母方の叔父には、京都帝国大学総長を務めた松井元興、鐘紡社長、日本合成化学工業社長、民生産業（現・UDトラックス（旧:日産ディーゼル））社長を務めた城戸季吉がいる。1908年、福岡県立中学修猷館を卒業。修猷館在学中には、玄洋社の柔道道場「明道館」で柔道を学んでいる。1911年、東亜同文書院を卒業し（第8期生）、同年大阪朝日新聞に入社する。同期入社には、修猷館の2年上級である緒方竹虎がいる。
1917年、上海特派員、1919年、北京特派員となり、1924年に帰国後、東京朝日新聞に転じる。1925年、支那部長、1929年、ロンドン海軍軍縮会議の特派員となる。1930年に帰国後、東京朝日新聞論説委員となり、1931年、満州事変の10日前の9月8日に、社説において、「支那側の対日態度にかんがみ、外務といはず、軍部といはず、はたまた朝野といはず、国策発動の大同的協力に向つて、その機運の促進と到来とをこの際日本のため痛切に希望せざるを得ない。」と記し、軍事行動を容認する姿勢を見せた。これは、それまで「中国との協調路線」、「普通選挙実現」、「軍縮の断行」を積極的に提唱してきた朝日新聞の「変節」として、後に多く語られるところとなる。
1934年9月、東京朝日新聞主筆緒方竹虎は、満州問題を中心に中国、ソビエト、アジアを研究する「東亜問題調査会」を設立し、その常任幹事に朝日新聞きっての中国通として知られていた大西を抜擢する。1936年11月、近衛文麿のブレーンである政策研究団体「昭和研究会」に、笠信太郎や、同じ東亜問題調査会メンバーであった尾崎秀実、益田豊彦らと共に参加している。1939年12月、副主筆に就任し、緒方竹虎主筆を支えた。戦後は、1945年11月、論説委員室主幹となり、1946年4月に退社する。